# 티아고 알칸타라
티아고 알칸타라 두 나시멘투(브라질 포르투갈어: Thiago Alcântara do Nascimento)는 스페인의 은퇴한 축구 선수이다.
브라질인 부모 사이에서 태어났으며 아버지 마지뉴는 전직 축구 선수이다. 14세의 나이에 바르셀로나에 입단해 2009년에 1군 데뷔를 이뤘으며, 바르셀로나에서 라리가 우승 4회, UEFA 챔피언스리그, FIFA 클럽 월드컵 등의 영예를 안은 후, 2013년에 바이에른 뮌헨에 입단했다. 뮌헨에서 7회 연속 분데스리가 우승을 포함하여 16개의 트로피를 차지했으며, 구단에서 보낸 마지막 해에는 UEFA 챔피언스리그 우승을 차지했다. 2020년에 리버풀로 이적한 후 2022년에 FA컵에서 우승했으며, 2020년 FIFPRO 남자 월드 11에 선정되었다.
스페인 연령별 대표팀 소속으로 2011년에 정식으로 국제 무대에 데뷔했으며, 2014년 FIFA 월드컵에서 스페인의 예비명단에 포함되었지만 무릎 부상으로 인해 발탁되지는 못 했다. 이후에 UEFA 유로 2016, 2018년 FIFA 월드컵, UEFA 유로 2020에 선발되었다.

## 개인사
아버지 마지뉴도 축구 선수 출신으로 브라질 대표팀의 1994년 FIFA 월드컵 우승 멤버로 활약했고 어머니 발레리아 아우칸타라도 배구 선수 출신이며 동생인 하파에우 아우칸타라도 현재 카타르 스타스 리그의 알아라비 SC의 미드필더로 뛰고 있다.
스페인어, 포르투갈어, 카탈루냐어, 독일어, 영어가 가능하다.

## 기록

### 대회 기록

#### 바르셀로나(2009~2013)
- 라리가: 2008-09, 2009-10, 2010-11, 2012-13
- 코파 델 레이: 2011-12, 준우승 : 2010-11
- 수페르코파 데 에스파냐: 2008, 2011, 준우승 : 2012
- UEFA 챔피언스 리그: 2010-11
- UEFA 슈퍼컵: 2011
- FIFA 클럽 월드컵: 2011

#### 바이에른 뮌헨(2013~2020)
- 분데스리가: 2013-14, 2014-15, 2015-16, 2016-17, 2017-18, 2018-19, 2019-20
- DFB-포칼: 2013-14, 2015-16, 2018-19, 2019-20
- DFL-슈퍼컵: 2016, 2017, 2018
- UEFA 챔피언스리그: 2019-20
- UEFA 슈퍼컵: 2013
- FIFA 클럽 월드컵: 2013

#### 리버풀(2020~ )
- FA컵: 2021-22
- EFL컵: 2021-22
- FA 커뮤니티 실드: 2022

#### 스페인 축구 국가대표팀(2011~ )
- U-17 유로 : 2008
- U-21 유로 : 2011, 2013

### 개인
- UEFA 올해의 팀 : 2020
- FIF/PRO 월드 11 : 2020
- UEFA 챔피언스리그 시즌의 스쿼드 : 2019-20
- PFA 올해의 팀 : 2021-22
- U-21 유로 MVP, 실버부트 : 2013
- U-21 유로 대회 베스트 : 2011, 2013
- 독일 올해의 골 : 14년 1월